# Flipping Out
Flipping Out is een Amerikaanse realityserie. De serie draait om vastgoedinvesteerder Jeff Lewis die in Los Angeles woont. Lewis koopt huizen op waarna hij ze met winst probeert te verkopen. Flipping Out is een onderdeel van de reeks realityseries als Blow Out en Work Out. In de Verenigde Staten worden er sinds 2007 nieuwe afleveringen uitgezonden door Bravo en herhalingen op zusterzender CNBC. In Nederland wordt de serie vanaf januari 2011 uitgezonden door RTL 5. In België wordt de serie uitgezonden door Vitaya.

## Huidige cast

### Jeff Lewis
Jeff Lewis is geboren op 24 maart 1970 in Californië, in Orange County. Nadat hij in 1993 was afgestudeerd, begint hij te werken voor een makelaar. Lewis koopt sinds 1999 huizen op voor soms meer dan een miljoen dollar. Vervolgens renoveert hij de huizen om ze daarna te verkopen met een flinke winst. Jeff is openlijk homoseksueel, hij had voorheen een relatie met zijn zakelijke partner Ryan Brown. Lewis spreekt openlijk over zijn leven met een persoonlijkheidsstoornis. Lewis is geobsedeerd door zijn drie honden en twee katten en heeft verschillende paragnosten en mediums in dienst. Hij is in behandeling bij een therapeut en doet aan Scream therapie om stress te voorkomen. Jeffs jongste broer Todd is getrouwd met Carrie, een makelaar uit de serie.

### Jenni Pulos
Jenni Pulos is geboren in Portland en is opgegroeid in Scottsdale. Ze studeerde aan de University of California, in Los Angeles. Het was de bedoeling om te gaan tennissen, maar ze ging acteerlessen volgen. Pulos is een actrice, stemactrice en rapper. Ze trouwde met een van Jeffs assistenten, Chris Elwood, en werd ook wel Jenni Pulos Elwood genoemd gedurende de eerste twee seizoenen tot de twee gingen scheiden. Pulos heeft vele kleine rollen in televisieseries zoals in Monk en Charmed.

### Jett Pink
Jett Pink is sinds het tweede seizoen te zien in Flipping Out. In een bijzonder moment in de serie grapte hij ooit met Jeff bij een lunch. Hun opmerkingen maakte Zoila overstuur, die hierna in tranen uitbarstte. Jett kwam naar haar toe en verontschuldigde zich. Hij is sinds kort vader en zijn zoontje is soms te zien in het huis van Jeff als Pink aan het werk is.

### Zoila Chavez
Zoila Chavez is geboren en opgegroeid in Nicaragua en heeft twee dochters. In 1987 is Chavez gescheiden van haar man en verhuisde naar de Verenigde Staten. Op Jenni na is Zoila Jeffs favoriete medewerker, ze is een soort moeder voor hem.

### Trace James Lehnhoff
Trance James Lehnhoff is opgegroeid in Minnesota, in een klein dorp met ongeveer 200 inwoners. Hij vindt zichzelf een jongere versie van Jeff Lewis. Trace ging in 2008 naar het Art Institute of California, in Los Angeles.

### Sarah Berkman
Sarah Berkman is geboren in San Francisco en is een vrolijk persoon. Ze is Jeffs persoonlijke assistent. Ze voert gesprekken voor Jeff en probeert klanten te werven. Toen ze 18 jaar oud was is ze naar Los Angeles verhuisd. Ze houdt van het leven en dat is precies wat Jeff nodig heeft in zijn team.

### Huisdieren
- Monkey - Jeffs eerste huisdier is een kat van zeven en een half jaar oud. Monkey was een cadeau van Ryan aan Jeff op een date. Hij is een zeldzame kat en Jeff beschrijft hem als een ondeugende grappenmaker en hij zou het beste gevoel voor humor hebben van al zijn huisdieren.
- Stewie - Jeffs tweede huisdier is een kat van zes jaar oud. Hij is een Seal Point Peke-faced Himalayan en heeft precies de tegenovergestelde persoonlijkheid van Monkey. Jeff zegt dat hij de minst vriendelijke van alle huisdieren is. Lewis vergelijkt hem met Garfield, omdat hij lui is en alleen eet en slaapt. Stewie plast vaak in de gootsteen of badkuip waardoor Jeff er altijd voor probeert te zorgen om alle gootstenen in het huis gevuld te hebben met water.
- Casey - Jeffs derde huisdier is een hond. Casey is de eerste hond en is een pitbull. Casey is niet zo zindelijk als Jeffs andere hond Oliver en heeft vaak ongelukken in het huis. Jeff zegt dat Casey erg verwend is. Hij is ook traag met leren, het duurde drie jaar en ruim zevenduizend dollar om haar zindelijk te maken.
- Oliver - Jeffs vierde huisdier is een hond. Oliver is de tweede hond en is een zwerfhond van onbekende rassen. Jeffs psycholoog zegt dat Oliver de meest onafhankelijke hond is en al perfect zindelijk was toen ze hem vonden. Hij is het best bevriend met de andere hond van het stel, Casey.
- "Little" Chris - Jeffs vijfde huisdier is een hond. Chris is het nieuwste huisdier en is de derde hond. Hij werd vernoemd naar Chris Elwood. Hij is niet zindelijk en heeft vaak onenigheid met de andere honden, met name met Casey.

## Huizen
- Ben Lomond: Lewis kocht dit huis, in Los Feliz voor 975 duizend dollar. Ben Lomond heeft onder andere drie slaapkamers en drie badkamers. Het huis werd uiteindelijk verkocht voor 1.4 miljoen dollar nadat Lewis de prijs verlaagd had omdat het huis na maanden in de verkoop nog steeds niet verkocht was.
- Commonwealth: Lewis kocht dit huis, in Los Angeles voor 863 duizend dollar. Commonwealth heeft onder andere drie slaapkamers en twee badkamers. Lewis woonde in dit huis tijdens de opnames van het tweede seizoen van de serie. Het huis werd uiteindelijk verkocht voor ongeveer 1.6 miljoen dollar.
- Encino: Nadat Lewis was gestopt met zijn "Hancock Park baan", werd hij aangesteld als adviseur voor de verbouwing van een huis in Encino.
- Hancock Park (Lorraine): Het huis was ook ooit bekend als het "Western White House". Het oude herenhuis werd gekocht door Joe en Courtney Handleman voor ongeveer 8 miljoen dollar.
- Nottingham: Lewis kocht dit huis voor 2.3 miljoen dollar. Het was zijn eerste en grootste project. Brown woonde in het huis nadat hij een weddenschap van Lewis won in de serie. Het pand werd verkocht voor 4.5 miljoen dollar.
- Valley Oak One: Lewis verkocht dit huis voor 1.4 miljoen dollar nadat het gerenoveerd was door Lewis. Lewis wilde er in eerste instantie 3.2 miljoen dollar voor krijgen, maar het huis is uiteindelijk verkocht voor 1.4 miljoen dollar.
- Valley Oak Two: Lewis kocht dit huis voor 1.7 miljoen dollar. Lewis begon al snel aan de sloop toen de vorige eigenaar er nog woonde. Nadat het huis gerenoveerd was werd het pand op de markt gebracht voor 3.2 miljoen dollar, waarna de prijs werd verlaagd naar 2.3 miljoen dollar. Lewis verkocht Valley Oak Two uiteindelijk voor die vraagprijs.
- Citrus: Volgens de aflevering waarin dit huis te zien was is Citrus voor vijftig procent in het bezit van Lewis. Het huis heeft vijf huurders.
- Edgemont: Lewis kocht dit huis aan het einde van het tweede seizoen voor 1 miljoen dollar. Jeff woonde in dit huis in seizoen 3. Hij verkocht het huis uiteindelijk voor 1.3 miljoen dollar.
- Malibu: Jeff besloot aan het einde van het seizoen 2 een tijdelijke huurder te worden. Hij noemde het een soort van vakantie. Tijdens een gesprek met zijn huurbaas loog Lewis. Hij zei dat hij geen huisdieren had.
- Stradella: Een klant genaamd Jackie huurde Lewis in om dit Spaanse huis uit 1960 te renoveren. Het huis staat in Bel Air. De begroting voor de verbouwing was 100 duizend dollar. Na veel problemen met Jackie die niet op tijd betaalde, schoot Lewis een groot geldbedrag voor. De renovatie werd uiteindelijk afgerond, en Jeff en zijn werknemers werden uiteindelijk gecompenseerd.
- Las Palmas: Lewis kocht dit huis voor 2.3 miljoen dollar. Hij verkocht het huis met onder andere twee slaap- en badkamers uiteindelijk voor 4.5 miljoen dollar.

## Afleveringen
| Seizoen | Afleveringen | Uitzenddatum VS  | Uitzenddatum VS   | Uitzenddatum NL  | Uitzenddatum NL |
| Seizoen | Afleveringen | Seizoenspremière | Seizoensfinale    | Seizoenspremière | Seizoensfinale  |
| ------- | ------------ | ---------------- | ----------------- | ---------------- | --------------- |
| 1       | 7            | 31 juli 2007     | 11 september 2007 | 3 januari 2011   | 2011            |
| 2       | 9            | 17 juni 2008     | 12 augustus 2008  |                  |                 |
| 3       | 11           | 18 augustus 2009 | 27 oktober 2009   |                  |                 |
| 4       | 10           | 10 augustus 2010 | 12 oktober 2010   |                  |                 |